# Пазарйолу
Пазарйолу (тур. Pazaryolu) — город и район в провинции Эрзурум (Турция). Население составляет 1 681 человек (по состоянию на 2010 год). Прежнее названия города — Нор-Кег (с армянского — «новая деревня»), во время Османской империи — Норгах.
В 1 км к северу от города находятся руины средневекового замка.
В записях, относящихся к 1642 году, о постоянном населении не сообщается, а территория указана как принадлежащая соседним деревням. В XIX веке в деревне проживали только мусульмане, по переписи 1835 года — 150 мужчин. В 1896 году в поселении насчитывалось 398 мужчин.